# ウィッチャーIII 炎の洗礼
『ウィッチャーIII 炎の洗礼』（ほのおのせんれい、ポーランド語: Chrzest ognia）は、1996年に発表されたポーランドのファンタジー作家アンドレイ・サプコフスキによる長編小説。同作者の代表作であるウィッチャーシリーズの長編第3作目である。日本語版は2018年に早川書房より出版された。

## あらすじ
サネッド島の戦いを経て、スコイア＝テルを率いたエルフの女魔術師フランチェスカ・フィンダベアは、その功績により、ニルフガード皇帝エムヒルによってドル・ブラタナナ自治領の名目的な女王に任命された。しかし、それは融通が利かないスコイア＝テルから指揮権を取り上げ、帝国軍直轄にするという思惑もあった。戦争が激しさを増す中、戦線で摩耗しても帝国からまともに支援されないスコイア＝テルの兵士たちは、弓の名手ミルヴァに助けられ、ブロキロンの森に匿われる。ゲラルトとミルヴァには隔意があるものの、森の女王の頼みで、ミルヴァはゲラルトに同行することを決める。
シリを助け出すため、南方のニルフガード領に向かうゲラルトとダンディリオン、そして後からミルヴァは、途中で棺で運ばれる謎の男と出会う。男の正体はニルフガードの黒騎士ことカヒルであり、彼もまたシリを助け出す旅に同行させて欲しいと願うも、ゲラルトに拒絶される。その後、今度は戦争難民の女子供たちを連れて東を目指すドワーフの一団と出会う。その長である陽気なゾルタン・シヴェイと意気投合し、一行は怪物の襲撃やニルフガード兵との遭遇などトラブルに遭いながらも順調に進んでいく。また、一行は迷い込んだ人里離れた墓場に小屋を立て、一人暮らしをしている風変わりな理髪外科医エミール・レジスと出会う。当初はレジスの正体を怪しむゲラルトであったが、彼から上等な酒が振る舞われて意気投合し、彼もまた同行することを決める。
しばらくして、ゲラルト一行は吸血鬼狩りの村人の一団と出会う。彼らは迷信に基づいてゲラルトたちの黒馬を要求し、これに怒ったミルヴァが彼らを傷つけるという騒動を起こす。一団の司祭はミルヴァを魔女だと決めつけ、インチキな魔女裁判を始める。ゲラルトたちは危機に陥る中、今度はニルフガード軍が強襲を仕掛け、さらにレダニア軍も参戦するという混乱状態となる。騒動が落ち着くと、ゲラルトとダンディリオンは、ニルフガードのスパイと疑われてレダニア軍に捕まってしまう。彼らの要塞に連れていかれ、弁解も無視されて処刑されようとした時、突然レジスが現れ、2人を助ける。ミルヴァとカヒルの助けも借りてゲラルトは窮地を脱するも、レジスの正体が上級吸血鬼であると悟る。本来であれば化け物を退治せねばならないゲラルトであったが命の恩人であるレジスを信じ、これまで通り旅をすることを決める。
正式に仲間となったカヒルの情報でシリはニルフガード領にいないと知ったゲラルトは、情報を求めてドルイドたちに助言を求めるべく、ヤルーガ川近辺を進む。やがてミルヴァが、かつて助けたスコイア＝テルのエルフとの子を身籠っていることがわかる。川を渡らねばならないが、そこにはニルフガード軍とライリアの遊撃部隊いる。三つ巴の戦いになる中、成り行きでゲラルトは女王メーヴもいるライリアの部隊を率いることになり、結果、ニルフガード軍を退ける。この戦いでメーヴは助かるがミルヴァは流産する。メーヴはゲラルトの功績を称えて騎士に叙勲し、「リヴィアのゲラルト」は正式な肩書となる。
一方、レダニアの宮廷魔術師フィリパ・エイルハートと、さらにフランチェスカは世界各地の女魔術師たちに呼びかけ、小国コヴィリのモンテカルヴォに招集する。そこには魔法院を壊滅させたニルフガードに仕える魔術師もいる中で、フィリパは女魔術師たちのみからなる新たな魔術師結社の設立を提案する。この新たな組織では、従来の魔法院が北方諸国の各国に顧問として魔術師を派遣し、政治的には中立を守っていた方針も改め、完全な支配勢力として動くという目的もあった。そして、それを北方諸国の貴族らに認めさせるには、王家の血と魔法の才の両方を持つシリを君主として頂く必要があるとし、彼女を見つけ出すためにイェネファーに協力を求める。シリを守るためにイェネファーはフィリパの狙いを拒絶して逃亡し、裏切り者のヴィルゲフォルツに落とし前をつけさせるべく旅立つ。
肝心のシリは、ファルカと名乗り、無法者の一団「ネズミ」の一員として馴染んでいた。彼らとの活動の中で、初めて殺人を経験すると共に、それが日常になりつつあった。

## 登場人物

### 主要人物
リヴィアのゲラルト
主人公。怪物退治を生業とするウィッチャーと呼ばれる存在の男。「白狼」「ブラビケンの殺し屋」の異名を持つ。シリを探して南方のニフルガード領を目指す。
シリ
本名シリラ。亡国シントラの王女。「古き血脈」と呼ばれる存在。様々な者からその身柄を狙われる。偽名「ファルカ」を名乗って盗賊団「ネズミ」の一味となる。
ヴェンガーバーグのイェネファー
妖艶な美貌を持つ女魔術師。ゲラルトの元恋人。先のサネッド島の戦い以降行方不明となる。実はフランチェスカに幽閉されており、のちに女魔術師会のために解放される。

### 主人公らの協力者
ダンディリオン
ゲラルトの友人である吟遊詩人。吟遊詩人として名声を得ている優男で大の女好き。
ミルヴァ
本名マリア・バリング。弓の名手。ブロキロンの木の精の協力者。ゲラルトの旅に同行する。
カヒル・マー・ディフリン・エプ・シラク
黒い羽根付き兜の騎士。ニルフガード皇帝の執事長の息子。心変わりしてニルフガード離脱し、シリを守りたいと願う。
エミール・レジス・ロヘレック・タージフ＝ゴドフロイ
通称レジス。墓場を拠点とする風変わりな理髪外科医。その正体は絶大な戦闘力を持つ上級吸血鬼。
ゾルタン・シヴェイ
ドワーフ。ニルフガード侵略により難民となったカーナウの女子供を連れて旅をしている。
マンロ・ブルイス
ゾルタンと共に旅をするドワーフ。
ヤーゾン・ヴァルダ
ゾルタンと共に旅をするドワーフ。
キャレブ・ストラットン
ゾルタンと共に旅をするドワーフ。
フィギス・マーラッゾ
ゾルタンと共に旅をするドワーフ。
パーシヴァル・シャタンバック
ゾルタンと共に旅をするノーム。
ウィンドバッグ陸軍元帥
ゾルタンの飼っているオウム。

### ブロキロンの森
イースネ
ブロキロンの森を統べる木の精。
アグレイ
ブロキロンの治療師長。

### 北方諸国
ジギスムント・ディクストラ
レダニア国の諜報部長。背丈は2メートル近く、体重は200キロ近くある巨漢の策謀家。
レネプ
ディクストラの部下。
オリ・リューベン
ディクストラの秘書。
ヴィセゲルド元帥
シントラ軍の司令官。
ギャラモン伯ダニエル・エチェヴェリ
テメリア軍の連絡将校。

### ニルフガード帝国
エムヒル・ヴァル・エムレイス
ニルフガード帝国皇帝。「白炎」のあだ名で知られる。数年前に突如現れて帝位に着くと国を立て直し、北方侵攻を開始する。
ヴァティエル・ド・リドー
ニルフガード帝国の軍諜報部長。
ステファン・スケレン
ニルフガード帝国特任管財官。別名モリフクロウ。
ボンハート
ニルフガードの雇われ殺し屋。老齢だが高い戦闘力を持つ。スケレンよりシリの殺害を依頼される。

### 女魔術師会
フィリパ・エイルハート
レダニア国王付きの女魔術師。壊滅した魔法院にとってかわり、女魔術師のみで組織された新たな結社を目論む。
フランチェスカ・フィンダベア
女魔術師。「谷間のヒナギク」の異名を取る絶世の美女。エルフ族。ニフルガードの内通者で、先のサネッド島の戦いの功績により、エルフ族による自治領の女王となる。だが、今度はフィリパに加担し、女魔術師会結成に動く。
トリス・メリゴールド
ゲラルト、イェネファー共通の友人である女魔術師。
キーラ・メッツ
テメリアのフォルテスト王に仕えていた女魔術師。
サブリナ・グレヴィシグ
ケイドウェンのヘンセルト王に仕える女魔術師。
シーラ・ド・タンカーヴィレ
女魔術師。
マルガリータ・ラウクス＝アンティレ
女魔術師。魔法学校の校長。
アイダ・エミアン
エルフの女魔術師。
アシーレ・ヴァル・アナヒッド
ニルフガード帝国の女魔術師。
フリンギラ・ヴィゴ
ニルフガード帝国の女魔術師。

### ヴィルゲフォルツ一派
ヴィルゲフォルツ
シリを追う魔法使い。サネッド島の反乱以降、姿を隠す。
リエンス
ヴィルゲフォルツの部下で、シリを追う魔法使い。イェネファーにつけられた顔の火傷が特徴。

### ネズミ
殺人も厭わない盗賊団。戦争難民からなる。
ケイレイ
「ネズミ」の構成員。エルフ族の青年。別の盗賊団に捕まっていたところ、同様に捕まっていたシリと出会う。
ギゼルハー
「ネズミ」の構成員。
イスクラ＝アエネウェディン
「ネズミ」の構成員。
ミスル
「ネズミ」の構成員。
リーフ
「ネズミ」の構成員。
アッセ
「ネズミ」の構成員。